# Billingham
Billingham és una ciutat i parròquia civil del municipi de Stockton-on-Tees, comtat de Durham, Anglaterra. La ciutat es troba al costat nord del riu Tees i està governada pel Consell Municipal de Stockton-on-Tees. L'assentament havia format anteriorment el seu propi municipi, però va ser eclipsat pel seu veí. Segons el cens de 2011, la ciutat tenia 35.165 habitants.
La ciutat va ser fundada circa. 650 per un grup dels angles coneguts com a poble Billa, els quals són, hom creu, l'origen del nom Billingham. En història moderna, la indústria química, i en particular l'empresa ICI, ha jugat una funció important en el creixement de Billingham. Avui ICI ja no opera a Billingham, i ha estat substituïda per altres empreses.

## Persones notables
- Jamie Bell, actor a Billy Elliot, i The Eagle
- Ann Ming, que va lluitar amb èxit per canviar la llei del Regne Unit per a casos de doble sanció, després de l'assassinat de la seva filla.[3][4]
- Eddie Jobson, músic
- Paul Ferrer, membre del grup Indie Maxïmo Parc